# Langsprietdwergwespbij
De langsprietdwergwespbij (Nomada distinguenda) is een vliesvleugelig insect uit de familie bijen en hommels (Apidae). De wetenschappelijke naam van de soort is voor het eerst geldig gepubliceerd in 1874 door Ferdinand Morawitz.
De bij is zeldzaam in Nederland en is alleen in Limburg aangetroffen. Het is een zogenaamde koekoeksbij die parasiteert op de biggenkruidgroefbij (Lasioglossum villosulum). De langsprietdwergwespbij staat op de rode lijst bijen. De langsprietdwergwespbij heeft de status 'bedreigd'.